# John Tuzo Wilson
John Tuzo Wilson (24 de octubre de 1908-15 de abril de 1993), geólogo y geofísico canadiense que alcanzó notoriedad como uno de los principales autores de la formulación final de la Tectónica de Placas, y del desarrollo de la teoría del Ciclo de Wilson, gracias a su pionera argumentación sobre las fallas de transformación (de Wilson o "transformantes"). Las cuales explicaban los aparentes desplazamientos tectónicos de las bandas paleomagnéticas que por Geofísica se reconocían de modo paralelo a las dorsales o sistemas montañosos submarinos. Fue el primero en proponer, que estos aparentes "desplazamientos" tectónicos, no eran, en realidad fallas de desgarre postorogénicas a la formación de dichas dorsales submarinas, sino "sinorogénicas" a la misma generación volcánica abisal de las mismas, y como "desplazamientos" perpendiculares sólo aparentes de las trazas de dorsal. Fue el precursor de la tesis de expansión del zócalo oceánico, y de la configuración general de la Tectónica de Placas tal como hoy la entendemos.

## Biografía
Wilson nació en Ottawa, Ontario, hijo de padres inmigrantes de origen escocés. Inició sus estudios en el área de la geofísica en la Universidad de Toronto en 1930. Tras su graduación, continuó sus estudios en geofísica en el St John's College en la Universidad de Cambridge y en la Universidad de Princeton. Su carrera como académico culminó con la obtención del grado de doctor en geología en 1936.
Después de completar sus estudios, Wilson se alistó en las fuerzas armadas canadienses sirviendo en la Segunda Guerra Mundial. Al dejar las fuerzas armadas hubo alcanzado el grado de coronel.
En 1969, fue condecorado con el grado de Oficial de la Orden de Canadá, de la cual fue promocionado a Gran Oficial (Companion) en 1974. Fue académico de la Royal Society of Canadá.
En su honra, la Canadian Geophysical Union creó la John Tuzo Wilson Medal, destinada a reconocer la excelencia en la investigación científica y tecnológica en el campo de la geofísica.

## Plumas mantélicas
Este fenómeno consistente en el ascenso de una estrecha columna de materiales del manto calentados, desde la base del manto terrestre hasta la base de la litosfera. Aquí, en la astenosfera, la roca del manto se dirige radialmente hacia afuera. Este movimiento de ascensión estaría compensado, mediante una corriente de convección, por el hundimiento lento y progresivo de material distribuido por todo el manto, que reemplazaría al material ascendente por la pluma.
Las plumas mantélicas originarían los fenómenos volcánicos de intraplaca, es decir, no asociados al vulcanismo típico de la línea limítrofe entre placas, llamados puntos calientes. La teoría de su existencia fue desarrollada por John Tuzo Wilson y W. Jason Morgan en 1963.
- Datos: Q472056
- Multimedia: John Tuzo Wilson / Q472056